# Stefan Kaniewski
Stefan Kaniewski (ur. 20 czerwca 1914, zm. 15 grudnia 1972 w Stockmannhof na Łotwie) – polski oficer, dowódca Korpusu Bezpieczeństwa, więzień obozów koncentracyjnych, wielokrotnie odznaczany po II wojnie światowej.

## Życiorys
Ukończył Wołyńską Szkołę Podchorążych Rezerwy Artylerii we Włodzimierzu Wołyńskim. We wrześniu 1939 walczył w stopniu ogniomistrza podchorążego. Od sierpnia do listopada 1940 roku był więziony w Auschwitz-Birkenau. Po zwolnieniu z obozu wstąpił wpierw do ZWZ, następnie do Korpusu Bezpieczeństwa, gdzie został instruktorem podchorążówki. W czasie okupacji awansowany do stopnia porucznika, podczas powstania warszawskiego otrzymał stopień kapitana. Organizator i dowódca 1 batalionu szturmowego KB „Nałęcz”. Po upadku powstania żołnierze KB zostali wzięci do niewoli w ramach 72 pp 28 Dywizji AK. 
Jako jeniec przeszedł przez obozy w Łambinowicach, Sandbostel i Lubece. Po II wojnie światowej powrócił do kraju, gdzie został zastępcą komendanta Straży Ochrony Portów w Gdańsku – Gdyni. Członek władz naczelnych ZBoWiD, wielokrotnie odznaczany w czasie powstania warszawskiego Krzyżem Walecznych i Krzyżem Virtuti Militari V kl., po wojnie Krzyżem Grunwaldu III kl., Krzyżem Partyzanckim i Srebrnym Krzyżem Zasługi.
Został pochowany na Powązkach Wojskowych w Warszawie (kwatera B28-1-13). 